# Gaboxadol
Gaboxadol, còn được gọi là 4,5,6,7- t etra h ydro i soxazolo (5,4-c) p yridin-3-ol (Thip), là một dẫn xuất conformationally bó buộc trong những alkaloid muscimol rằng lần đầu tiên được tổng hợp trong 1977 bởi nhà hóa học người Đan Mạch Povl Krogsgaard-Larsen. Đầu những năm 1980, gaboxadol là đối tượng của một loạt các nghiên cứu thí điểm đã kiểm tra hiệu quả của nó như là một thuốc giảm đau và giải lo âu, cũng như điều trị chứng khó vận động, bệnh Huntington, bệnh Alzheimer và co cứng.  Mãi đến năm 1996, các nhà nghiên cứu đã cố gắng khai thác " tác dụng phụ " an thần được báo cáo thường xuyên của gaboxadol để điều trị chứng mất ngủ, dẫn đến một loạt các thử nghiệm lâm sàng được tài trợ bởi Lundbeck và Merck. Vào tháng 3 năm 2007, Merck và Lundbeck đã hủy bỏ công việc về thuốc, với lý do lo ngại về an toàn và sự thất bại của một thử nghiệm hiệu quả. Nó hoạt động trên hệ thống GABA, nhưng theo một cách khác với các thuốc benzodiazepin, Z-Drugs và barbiturat. Lundbeck nói rằng gaboxadol cũng làm tăng giấc ngủ sâu (giai đoạn 4). Đó là, tuy nhiên, không củng cố như các thuốc benzodiazepin.
Vào năm 2015, Lundbeck đã bán quyền của mình cho phân tử này cho Ovid Therapeutics, với kế hoạch phát triển nó cho hội chứng FXS và Angelman. Nó được biết đến trong nội bộ ở Ovid là OV101.